# Schlossstiege (Prager Burg)

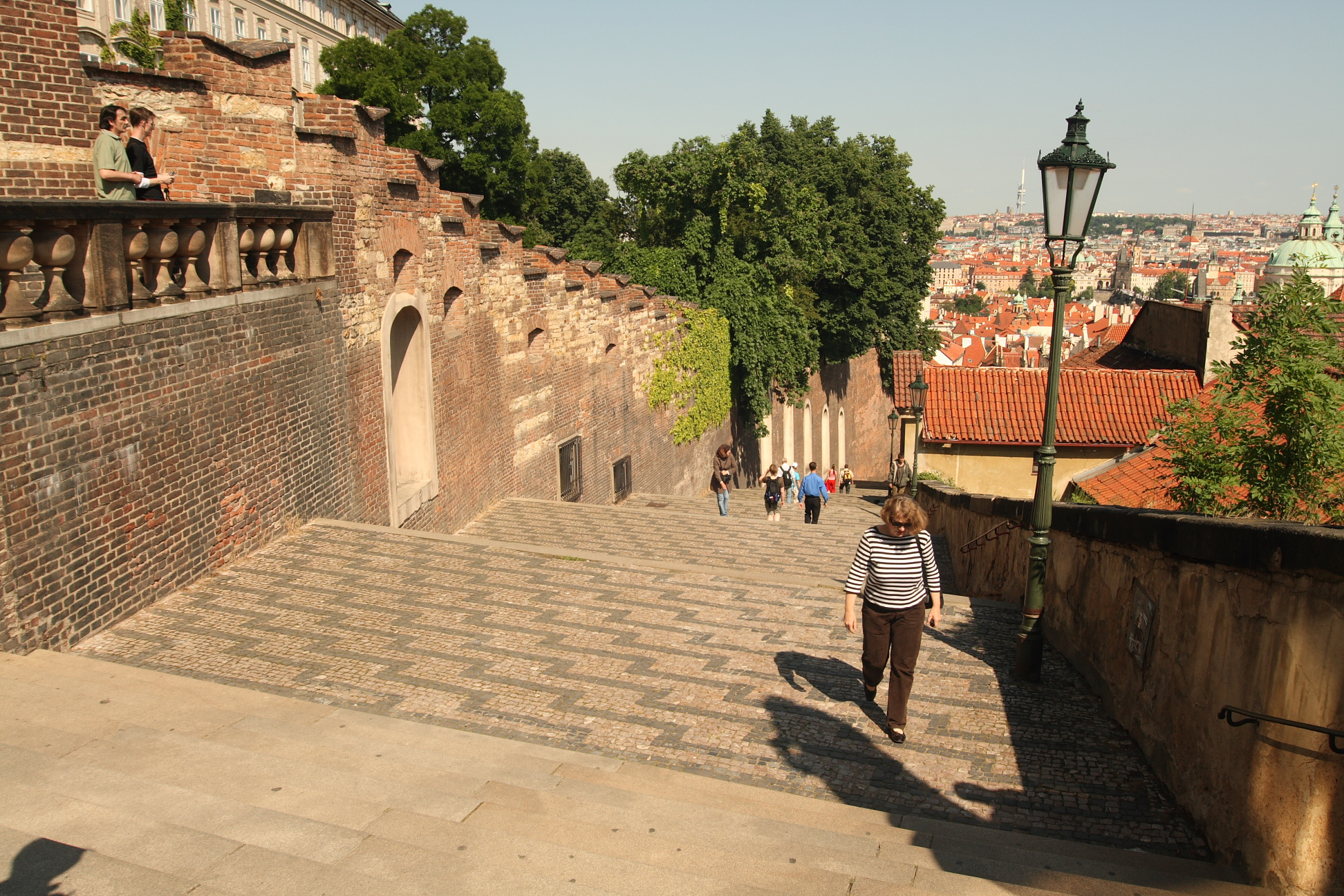
Oberer Teil der Schlossstiege

Die Schlossstiege, inoffiziell auch die Neue Schlossstiege (tschechisch Zámecké schody bzw. Nové zámecké schody) in Prag ist ein Fußweg, der die Straße Thunovská auf der Kleinseite mit dem Hradschiner Platz verbindet und so zum Westeingang der Prager Burg führt.

## Beschreibung

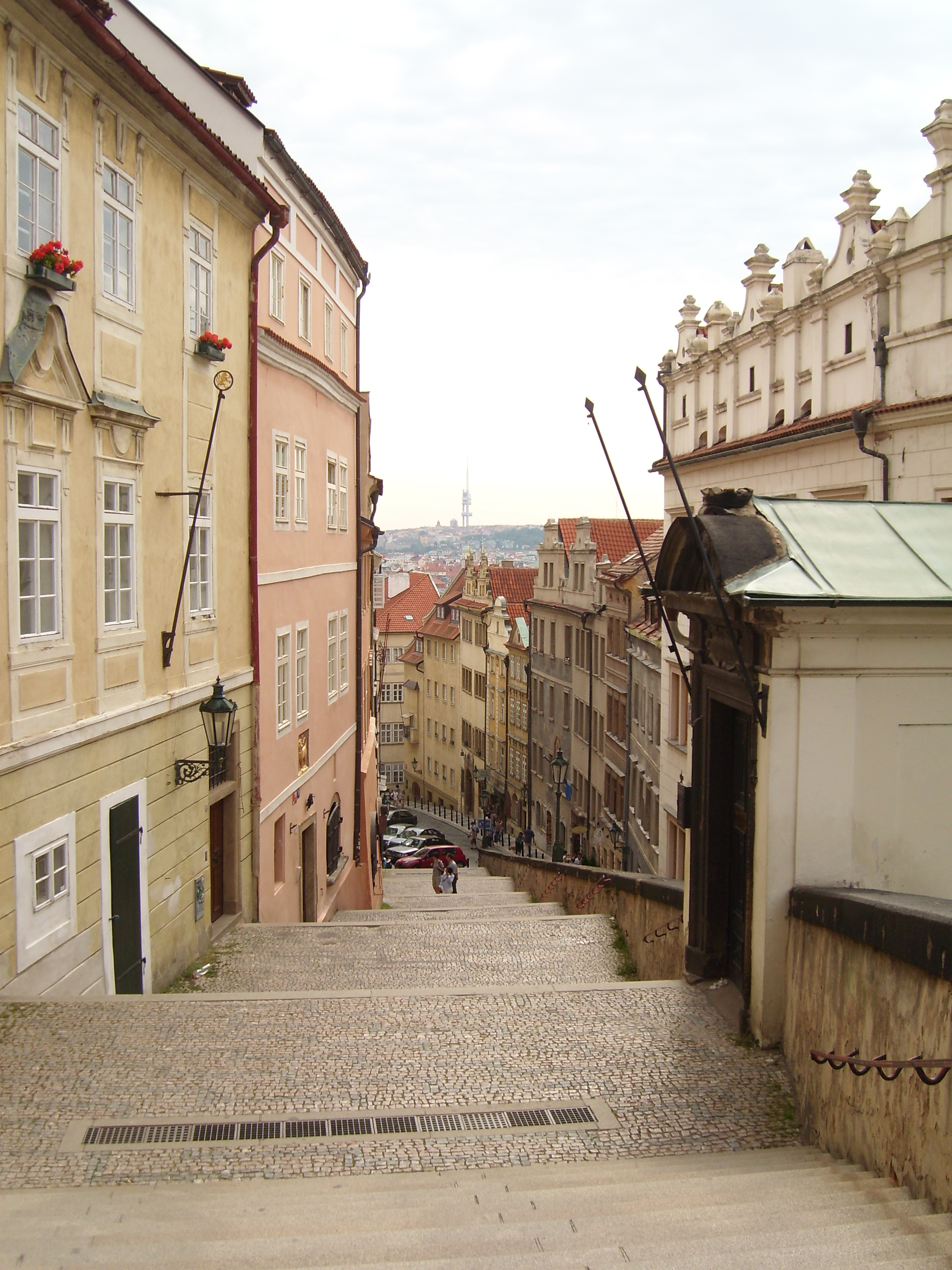
Unterer Teil der Schlossstiege

Die Schlossstiege ist ca. 160 m lang, hat 230 Stufen und überwindet einen Höhenunterschied von ca. 40 m. Dieser Aufstieg zur Burg ist kürzer und steiler als der Weg über die Straßen Nerudova und Ke Hradu, der sogenannte Königsweg, auf dem im Mittelalter die Krönungsprozessionen böhmischer Könige zum Veitsdom hinaufzogen. Die Schlossstiege ist die Fortsetzung der Straße Thunovská und kann auch von der Straße Nerudova über eine Treppe an der Kirche St. Maria und St. Caietan vorbei erreicht werden. Oben mündet sie in die Burgrampe auf dem Hradschiner Platz, von wo aus sich ein beeindruckender Blick auf die Stadt bietet. Hier befindet sich auch der Eingang zum Paradiesgarten am Südhang der Burg. In die hohe Stützmauer sind Nischen mit Marmorsitzbänken eingelassen.
Auf den obersten Stufen steht links eine Statue von Philipp Neri, ein Werk von Michael Brokoff aus dem Jahre 1715.

## Geschichte
Ein steiler Aufstieg zur Burg existierte an dieser Stelle bereits im 13. Jahrhundert, wahrscheinlich seit Ottokar II. Přemysl die Burgbefestigung umbauen ließ. Die erste urkundliche Erwähnung des Weges stammt aus dem Jahre 1278. Im Mittelalter hieß der Weg entlang des Burggrabens Strmá cesta (Steiler Weg). Im 14. Jahrhundert waren wahrscheinlich schon einige Steinstufen vorhanden und der Weg wurde Stupně (Stufen) und später Zámecké schody (Schlossstiege) genannt. Ab 1829 wurde der Name Nové zámecké schody (Neue Schlossstiege) verwendet, um sie von den Staré zámecké schody (Alte Schlossstiege) zu unterscheiden, die von Klárov auf der Kleinseite zum östlichen Eingang der Burg hinaufführten. Im Jahre 1870 kehrte man offiziell zum Namen Zámecké schody zurück, inoffiziell spricht man trotzdem oft von Nové zámecké schody. Das ist irreführend, denn historisch gesehen ist diese Treppe älter als Staré zámecké schody.
Ursprünglich war die Treppe viel schmaler als heute, im Mittelalter verlief neben ihr noch ein steiler Fahrweg für Reiter und Fuhrwerke. Im 16. und 17. Jahrhundert wurde die Treppe verbreitert, ihre heutige Gestalt stammt im Wesentlichen aus den Jahren 1670–1674. Weitere Umbauten nahm Anfang des 20. Jahrhunderts der Burgarchitekt Jože Plečnik vor, die letzte Rekonstruktion erfolgte in den Jahren 1970–1972. Im 16. und 17. Jahrhundert errichteten Kaufleute beiderseits der Schlossstiege Läden und Geschäfte, die Häuser mit ihren breiten Fensterfronten haben ihren Charakter bis heute bewahrt. Am Haus U pelikána (Nr. 188/6) befindet sich eine Gedenktafel und eine Büste des tschechischen Malers Jan Zrzavý, der hier viele Jahre wohnte und sein Atelier hatte.
Seit 1994 findet auf der Schlossstiege alljährlich das internationale Mountainbike-Rennen Pražské schody (Prager Treppen) statt. Der Rundkurs führt durch die Straßen der Kleinseite und des Hradschin, die Hauptattraktion für die Zuschauer ist in jeder Runde die Abfahrt über die Schlossstiege.